# Fate/Requiem
《Fate/Requiem》是日本電子遊戲公司Type-Moon的編劇星空流星擔任小說著作、NOCO繪製插畫。該作品為《Fate/stay night》的衍生作品，於2018年12月31日由TYPE-MOON BOOKS出版。現已出版2卷。

## 登場人物

### 主要人物
宇津見绘里濑（聲：鬼頭明里）
本作女主，居住于临海都市秋叶原的14岁少女。被从者们所畏惧，外号死神。
Voyager（聲：井口裕香）
真名为旅行者。
卡琳
14岁的少女，宇津見繪里瀨的好友，Berserker的御主。
Berserker（聲：日笠陽子）
卡琳的从者，真名为鬼女红叶。
小春·F·萊頓弗洛斯
新世代的年轻魔术师，Saber的御主。
Saber
小春的从者，真名为加拉哈德〔Alter〕。

### 绘里濑相關人物
真鶴千歲
繪里瀨的祖母，上次聖杯戰爭的勝利者。
外號“聖痕”，Lancer的御主。
Lancer
千歲的从者，真名为朗基努斯。
Assassin
二人一組的從者，真身是波吉亞兄妹，分別為切萨雷·波吉亚和盧克雷齊亞·波吉亞。

### 其他人物
Caster
非洲剛果的地母神，自稱妖術師。
御主身份不明，真名为恩桑比。
Avenger
真名为路易十七。

## 出版書籍

### 小說
| 卷數 | KADOKAWA      | KADOKAWA               | 尖端出版       | 尖端出版               |
| 卷數 | 發售日期      | ISBN                   | 發售日期       | ISBN                   |
| ---- | ------------- | ---------------------- | -------------- | ---------------------- |
| 1    | 2019年4月25日 | ISBN 978-6-263-08328-8 | 2021年07月30日 | ISBN 978-6-263-08328-8 |
| 2    | 2020年7月24日 | ISBN 978-6-263-16184-9 | 2021年11月09日 | ISBN 978-6-263-16184-9 |

## 其他項目

### 電子遊戲
- Fate/Grand Order

於2020年5月展開合作活動，本作部分角色於遊戲中登場。

## 外部連結
- Fate/Requiem - TYPE-MOON BOOKS （页面存档备份，存于）（日語）